# Натуна – Дуйонг
Натуна – Дуйонг – трубопровід для поставок у Малайзію газу з індонезійських родовищ біля островів Натуна в Південно-Китайському морі.
В кінці 1990-х консорціум під операторством компанії Conoco приступив до розробки ряду родовищ ліцензійних блоків Натуна В (Anoa, Kakap, Belida, Buntal, Tembang, Belanak) та Какап, продукцію яких вирішили постачати до Сінгапуру та Малайзії. Першим в 2001 році запустили сінгапурський газопровід діаметром 700 мм, а наступного року від нього до малайзійської газової платформи Дуйонг проклали трубопровід діаметром 550 мм та довжиною 96 км. Пропускна здатність при цьому становить до 2,6 млрд.м3 на рік.
Платформа Дуйонг в свою чергу через газопереробний комплекс в Kertih з`єднана з газотранспортною системою Малаї.